# Operación Triunfo 2017
Operación Triunfo 2017, también conocido por sus siglas OT 2017, fue la novena edición del programa de televisión musical Operación Triunfo en España, que volvió a emitirse en La 1 tras dieciséis años desde su primera emisión y seis desde su última edición en Telecinco. El programa, que se prolongó durante 105 días, se estrenó líder de audiencia, cosechando un 19 % de cuota de pantalla en prime time. Durante el resto de sus emisiones, el programa continuó registrando buenos datos de audiencia, aumentando en mayor medida a partir de su cuarta gala. Su récord de temporada se produjo en la gala final, anotando un 30,8% de cuota con 4 millones de espectadores de media. Además se convirtió en el espacio más comentado del año en Twitter con más de 10,2 millones de tuits.
Amaia y Alfred, dos de los cinco finalistas del concurso, fueron elegidos como representantes de España en el Festival de la Canción de Eurovisión 2018 con la balada «Tu canción», donde finalmente finalizaron en 23.ª posición en la gran final. La final del concurso se celebró el 5 de febrero de 2018 y contó con las actuaciones de artistas como Raphael, Pablo Alborán y David Bisbal. Amaia fue proclamada ganadora con el 46% de los votos. El segundo puesto fue para Aitana Ocaña, Miriam Rodríguez ocupó el tercer lugar, Alfred el cuarto y el quinto lugar fue para Ana Guerra.
Esta edición resultó un auténtico fenómeno social en España, repitiendo en menor medida el éxito de la primera edición cosechado dieciséis años atrás. En cuestión de meses, todo el país vio nacer a una nueva generación de artistas de gran importancia.

## Desarrollo
El concurso musical Operación Triunfo (a menudo abreviado OT) fue creado en 2001 por los productores de televisión Toni Cruz, Josep Maria Mainat y su hermano, Joan Ramon Mainat, que formaron parte de Gestmusic. Las tres primeras ediciones de OT tuvieron lugar entre 2001 y 2003, y se emitieron en La 1 de Televisión Española. Entre 2005 y 2011, el concurso fue emitido en la cadena privada Telecinco. En la edición de 2011, Telecinco decidió cancelar la edición debido a los bajos datos de audiencia cosechados, cuando todavía quedaban 13 concursantes en la academia.
Entre 2012 y 2016, numerosas personalidades relacionadas con el concurso como Noemí Galera o Tinet Rubira siempre se habían mostrado favorables al regreso del concurso. Así, tras muchos rumores y después del éxito cosechado por OT: El Reencuentro en el otoño de 2016, el 26 de abril de 2017, y tras 13 años de su última emisión en La 1 de TVE, la directora de contenidos de TVE, Toñi Prieto, confirmó que el programa regresaría con una novena edición que contaría con catorce galas, una por semana, incluyendo los cástines y un resumen de 25 minutos de las actividades en la academia.
Como novedad principal, en esta edición se puede votar gratuitamente a través de la aplicación oficial, una vez cada día, para elegir al concursante favorito de la semana, así como al salvado. El concursante favorito es elegido íntegramente con los votos de la aplicación, mientras que al concursante salvado se le suman los votos de la aplicación y los del televoto tradicional de pago. Además, a través de YouTube se retransmitieron las 24 horas en directo de todos los acontecimientos que ocurrían en la academia.

### Instalaciones
Los estudios del Parque Audiovisual de Cataluña, ubicados en Tarrasa, acogen tanto el plató como la academia. Las instalaciones, que ocupan 2.200 metros cuadrados, cuentan con un edificio de tres plantas y un plató de grandes dimensiones.

### Castings
El 31 de mayo de 2017 se anunciaron las ciudades que acogieron los castings.
| Fecha               | Lugar                                                                   |
| 14 de junio de 2017 | Explanada olímpica del Palau Sant Jordi (Barcelona)                     |
| 21 de junio de 2017 | Auditorio Alfredo Kraus (Las Palmas de Gran Canaria)                    |
| 26 de junio de 2017 | Auditòrium de Palma (Palma de Mallorca)                                 |
| 28 de junio de 2017 | Ciudad de las Artes y las Ciencias (Valencia)                           |
| 3 de julio de 2017  | Palacio de Congresos y Exposiciones de Galicia (Santiago de Compostela) |
| 5 de julio de 2017  | Bilbao Exhibition Centre (Bilbao)                                       |
| 10 de julio de 2017 | Palacio de Congresos de Granada (Granada)                               |
| 13 de julio de 2017 | Fibes (Sevilla)                                                         |
| 18 de julio de 2017 | Universidad Politécnica de Madrid (Madrid)                              |

La fase final del casting dio comienzo el 20 de septiembre de 2017 y se prolongó durante dos días en Barcelona.

## Equipo

### Presentador
El 30 de agosto de 2017 se anunció que Roberto Leal sería el encargado de conducir la nueva edición de Operación Triunfo.

### Profesores
El claustro de la academia está formado por:
- Noemí Galera, directora de la academia, presentadora de "El chat".
- Manu Guix, director musical.
- Vicky Gómez, coreógrafa.
- Mamen Márquez, directora vocal y profesora de Técnica vocal.
- Javier Calvo y Javier Ambrossi, profesores de Interpretación.
- Joan Carles Capdevila, preparador vocal y responsable del repertorio musical.
- Laura Andrés, preparadora vocal.
- Ana Amengual, profesora de Dietética.
- Andrea Vilallonga, profesora de Imagen y protocolo.
- Chris Nash, profesor de Inglés.
- Cristina Burgos, profesora de Hip/Hop.
- Guille Milkyway, profesor de Cultura musical.
- Magali Dalix, profesora de Fitness.
- Pol Chamorro, profesor de Bailes de salón.
- Sheila Ortega, profesora de Danzas urbanas.
- Xuan Lan, profesora de Yoga.
- Mónica Touron, profesora de medios de comunicación.

### Jurado
En esta edición se decidió que hubiera tres jurados fijos:
- Mónica Naranjo: Cantante y compositora.
- Manuel Martos: Productor ejecutivo de Universal Music e hijo de Raphael.
- Joe Pérez-Orive: Director de marketing de Live Nation.

Al mismo tiempo, en cada gala se contaba con un cuarto jurado invitado:
- David Bustamante (Galas 1 y 6)
- Wally López (Galas 2 y 9)
- Julia Gómez Cora (Galas 3 y 11)
- Alejandro Parreño (Gala 4)
- Tony Aguilar (Gala 5)
- Soledad Giménez (Gala 7)
- Javier Llano (Galas 8 y 12)
- Carlos Jean (Gala 10)
- Rosa López (Galas 0 y Final)

## Emisión
- Galas:
  - Lunes: en La 1 y TVE Internacional a las 22:35.
  - Sábado: gala repetida del lunes anterior a las 10:30 en La 1, y a las 23:55 en Clan.
- Chats: 
  - Nada más finalizar las galas en directo (01:30) en La 1 y TVE Internacional.
- Resumen diario:
  - Durante las tres primeras semanas, los resúmenes fueron emitidos de lunes a viernes en La 1 y TVE Internacional de 20:00 a 20:30. A partir de ahí, pasaron a emitirse de lunes a viernes en Clan, a las 23:55 y a las 18:00 en YouTube.
- Otros contenidos:
  - Canal 24h OT de 8:30 a 23:00 en YouTube y la plataforma de pago Sky España.

## Concursantes

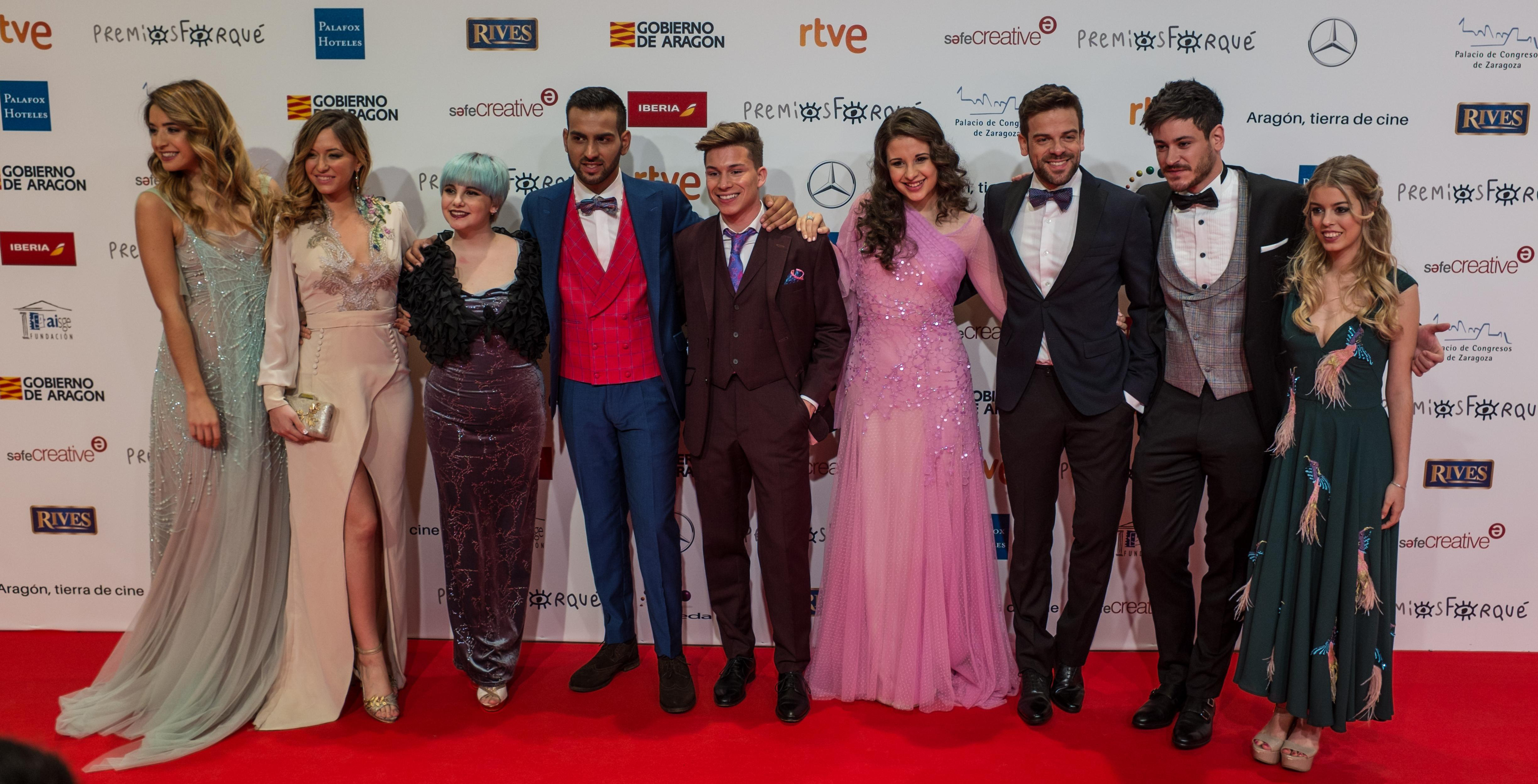
Algunos de los concursantes de Operación Triunfo 2017 en la gala de los Premios Forqué 2018 en Zaragoza

| N.º                                | Concursante         | Edad    | Residente                  | Clasificación  |
| 1                                  | Amaia Romero        | 18 años | Pamplona                   | Ganadora       |
| 2                                  | Aitana Ocaña        | 18 años | San Clemente de Llobregat  | Segunda        |
| 3                                  | Miriam Rodríguez    | 21 años | Puentedeume                | Tercera        |
| 4                                  | Alfred García       | 20 años | El Prat de Llobregat       | Cuarto         |
| 5                                  | Ana Guerra          | 23 años | San Cristóbal de La Laguna | Quinta         |
| 6                                  | Agoney Hernández    | 22 años | Adeje                      | 11.º expulsado |
| 7                                  | Roi Méndez          | 24 años | Santiago de Compostela     | 10.º expulsado |
| 8                                  | Nerea Rodríguez     | 18 años | Gavá                       | 9.ª expulsada  |
| 9                                  | Cepeda              | 28 años | Orense                     | 8.º expulsado  |
| 10                                 | Raoul Vázquez       | 20 años | Montgat                    | 7.º expulsado  |
| 11                                 | Mireya Bravo        | 20 años | Alhaurín de la Torre       | 6.ª expulsada  |
| 12                                 | Ricky Merino        | 31 años | Palma                      | 5.º expulsado  |
| 13                                 | Marina Rodríguez    | 19 años | Dos Hermanas               | 4.ª expulsada  |
| 14                                 | Thalía Garrido      | 18 años | Malpartida de Plasencia    | 3.ª expulsada  |
| 15                                 | Juan Antonio Cortés | 23 años | Bilbao                     | 2.º expulsado  |
| 16                                 | Mimi Doblas         | 25 años | Huétor Tájar               | 1.ª expulsada  |
| Aspirantes eliminados en la Gala 0 |                     |         |                            |                |
| 17                                 | João Henrique       | 21 años | Madrid                     | Eliminados     |
| 18                                 | Mario Ortiz         | 21 años | Madrid                     | Eliminados     |

### Carreras en solitario
Tras finalizar el programa, la mayoría de concursantes empezaron a trabajar en sus carreras en solitario.
El 7 de marzo de 2018, Amaia y Alfred García lanzaron la versión definitiva de «Tu canción», la cual representó a España en el Festival de la Canción de Eurovisión 2018. Más tarde, se lanzó una versión en inglés. Dicho tema llegó al top 3 de las listas de ventas españolas y fue certificado de disco de platino.
El 6 de abril, Aitana y Ana Guerra lanzaron una nueva y definitiva versión de «Lo malo», que fue número 1 en la lista de ventas española durante varias semanas consecutivas. Hasta la fecha ha vendido más de 200 000, siendo quíntuple disco de platino.
Después del éxito de «Lo malo», Aitana lanzó una nueva versión de «Arde» acompañada de un lyric video, la cual alcanzó el top 15 de las listas españolas. El 27 de julio publicó «Teléfono», su primer sencillo oficial en solitario, logrando debutar en el número uno de las listas de ventas españolas. El lanzamiento de su primer EP, Tráiler, en el que se incluyen temas en inglés y en español, se produjo el 30 de noviembre de 2018.
Por su parte, el 27 de abril Ana Guerra publicó una nueva versión de «El remedio», que alcanzó el puesto 51 de las listas españolas. El 6 de julio lanzó su primer sencillo titulado «Ni la hora» junto al cantante catalán Juan Magán, el cual llegó a la posición número 2 de las listas de ventas, consiguiendo vender hasta la fecha 80 000 copias. El éxito de la canción convirtió a Guerra en la primera concursante de OT 2017 en conseguir un disco de platino en solitario. El 7 de diciembre, lanzó su segundo sencillo titulado «Bajito». Ambas canciones estarán incluidas en su primer álbum de estudio, que llevará el título de «Reflexión».
El 20 de abril, Miriam Rodríguez debutó en solitario con el tema «Hay algo en mí», compuesto por ella misma. Este se usó en las promociones de la serie Vis a vis, en su nueva etapa en FOX España, y debutó en el número 23 de listas de ventas. El 24 de octubre publicó la canción «No!», un dueto junto a Pablo López y, el 23 de noviembre salió a la venta su primer álbum, Cicatrices. Este consiguió ser disco de oro. El 30 de agosto lanzó dos canciones inéditas, «Más De Lo Que Ves» y «La Diferencia», las cuales estaban en el setlist de su gira, Tour Contigo.
El primer sencillo de Cepeda, titulado «Esta vez» se publicó el 1 de junio y debutó en la lista oficial de ventas española en el número 1, siendo así el primer cantante masculino de Operación Triunfo 2017 en conseguirlo. Hasta la fecha ha vendido más de 40 000 copias, siendo certificado como disco de platino. El 22 de junio publicó «Llegas tú», canción que empezó a componer durante su estancia en la Academia, llegando al top 20 de las listas de ventas españolas. El 29 de junio salió a la venta su primer álbum, titulado Principios, el cual consiguió estar durante cinco semanas en el número 1 de las listas oficiales de ventas de álbumes españoles, siendo disco de oro desde su semana debut. El 5 de octubre se publicó el videoclip de la canción «Por ti estaré».
El 15 de junio Roi Méndez lanzó su primer tema «Por una vez más», llegando al número 31 de las listas de ventas.
Mireya Bravo publicó Tu reflejo, su álbum debut, el 22 de junio. El mismo día del lanzamiento del álbum, también lanzó su primer sencillo «Corazón vendío», que está incluido en el disco. Dicho álbum debutó en la posición número 2 de las listas de ventas de álbumes españoles. El videoclip de su primer sencillo se lanzó el 6 de julio. El 14 de septiembre, Mireya publicó su segundo sencillo, «Mentiras de papel».
El 20 de julio, Mimi, bajo el seudónimo de Lola Índigo, lanzó su primer sencillo «Ya no quiero ná», el cual debutó en el número 3 en la lista oficial de ventas española, consiguiendo vender más de 80 000 copias y siendo certificado como doble disco de platino. Además, el videoclip alcanzó el millón de visualizaciones en 24 horas.
El 31 de agosto, Agoney lanzó su primer sencillo titulado «Quizás». Este, se posicionó en el número 18 en la listas de ventas.
El 7 de septiembre, Juan Antonio publicó su primer sencillo titulado «No te echo de menos», que se posicionó en el número 1 de iTunes y consiguió obtener más de 800 000 visualizaciones en YouTube en menos de 1 mes.
El 21 de septiembre, Marina Jade lanzó su primer sencillo llamado «Drinking Like I'm Sober», compuesta por Ruth Lorenzo. Marina fue la primera de los 16 concursantes en sacar una canción en inglés. En menos de 48 horas consiguió más de 450.000 de visualizaciones en YouTube. Debutó en la posición 99 de las canciones más vendidas de España.
El 16 de noviembre, Nerea Rodríguez estrenó primer sencillo titulado «Y ahora no». El videoclip superó el millón de visualizaciones en su primera semana y la canción debutó en el puesto 96 de la lista de ventas. Además, el 23 de noviembre, Thalía Garrido publicó su primer sencillo titulado «Quien quiero ser», mientras que el 26 de noviembre, Ricky Merino estrenó su primer sencillo titulado «Miénteme».
El 5 de diciembre, Alfred lanzó su primer sencillo en solitario, «De la Tierra hasta Marte», incluido en su álbum debut, 1016, publicado el día 14 del mismo mes. Por su parte, el 7 de diciembre, Ana Guerra publicó su segundo sencillo en solitario titulado «Bajito». También el día 14, fue publicado el segundo sencillo de Aitana, titulado «Vas a quedarte», incluido en su primer EP Tráiler y en su LP "Spoiler".
Por otro lado, el 18 de diciembre, Amaia publicó «Un nuevo lugar», adelanto de su primer álbum de estudio. Al día siguiente, Raoul lanzó su primer sencillo junto a Belén Aguilera, «Tus Monstruos». Asimismo, el día 21, Lola Índigo lanzó su segundo sencillo junto a Mala Rodríguez, «Mujer bruja».
El 11 de enero de 2019, Mireya Bravo lanzó su tercer sencillo colaborando con Borja Rubio y el DJ José de las Heras de tono reguetonero, «Descontrolar». Dos semanas más tarde, Ana Guerra lanzó su primer álbum llamado Reflexión. El día 22, Lola Índigo publicó «Fuerte».
El 1 de marzo de 2019, Roi lanzó su segundo sencillo en solitario llamado «Plumas», mientras que su álbum debut, llamado Mi lógico desorden, fue publicado fue publicado el día 22.
El 9 de abril de 2019, Lola Índigo publicó su cuarto sencillo, llamado «El Humo». Un día después, Nerea lanzó su segundo sencillo, llamado «Tu segunda opción». Además, el 12 de abril, Aitana lanzó junto al grupo Morat el sencillo llamado «Presiento» y el 18 de abril, Miriam publicó su segundo sencillo «Mejor sin miedo», incluido en su primer álbum Cicatrices. El día 26, Lola Índigo lanzó junto a Lalo Ebratt «Maldición».
El 2 de mayo de 2019, Amaia publicó su primer single en solitario, titulado «El relámpago». Dos semanas después, el 16 de mayo, Aitana lanzó su sencillo «Nada sale mal» y el 31 de mayo publicó «Con la miel en los labios», ambos singles incluidos en Spoiler. Esta última también incluyó una colaboración con Lola Índigo, una canción llamada «Me quedo».
El 7 de junio de 2019 Aitana publicó su primer álbum de estudio llamado Spoiler, que contiene un total de 14 canciones e incluye las contenidas en su primer EP Tráiler. Además, Alfred García lanzó junto a Pavvla el tema «Wonder». Tres días después, Ricky Merino lanzó su segundo sencillo «A mi manera», y el 19 de junio de ese mismo año, Raoul Vázquez publicó su primer sencillo en solitario, llamado «Estaré ahí». Asimismo, el 20 de junio de 2019, Amaia publicó su segundo sencillo «Nadie podría hacerlo», dedicado al piano.
El 31 de julio de 2019, Lola Índigo sacó el sencillo «Lola Bunny» y el 2 de agosto de 2019, Amaia publicó «Quedará en nuestra mente». Una semana después, Ana Guerra lanzó «Sayonara». Asimismo, Agoney y Miriam Rodríguez hicieron lo propio el 30 de agosto con los temas «Black», «Más de lo que ves» y «La diferencia», siendo el primero del artista canario y los dos últimos, de la gallega.
El día 6 de diciembre de 2019, Mimi sacó un sencillo en solitario llamado «Luna».
El día 18 de diciembre de 2019, Aitana lanzó junto al grupo Cali y El Dandee el sencillo llamado «+».
En ese mismo mes, Nerea lanzaba su primer EP, titulado "Diciembres" y el cual incluía temas cantados durante su gira en solitario a principios de año. Además, la cantante se convirtió en concursante del conocido programa Tu cara me suena tras anunciar el «#3TOUR», su segunda gira de la mano de Raoul Vázquez y Ricky Merino. Además, ese mismo mes, Marina Jade sacó bajo la discografía independiente Music Bus Records, su segundo sencillo, «Solas tú y yo» cuyo videoclip se estrenó en febrero de 2020; al igual que su compañera, Ricky Merino publicó su tercer sencillo, «Perfecto» el 13 de febrero y Miriam Rodríguez el primer sencillo de su nuevo disco «Desperté».
El 13 de marzo, Miriam publicó su segundo sencillo del nuevo disco «No Sé Quién Soy», mismo día en que Cepeda publicó el primer sencillo de su nuevo disco «Gentleman»; al igual que sus compañeros, el 27 de marzo, Mimi Doblas estrenó su sencillo «4 besos» junto a Lalo Ebratt y Rauw Alejandro. El 3 de abril, Aitana colaboró junto con David Bisbal en el sencillo «Si tú la quieres», además, ese mismo mes, el 10 de abril, Agoney publicó su tercer sencillo «Libertad» como preludio de su disco homónimo; además Miriam sacó a la venta su segundo álbum, «La dirección de tu suerte».
En mayo, Aitana sacó el sencillo «Enemigos», una colaboración con el grupo Reik. En junio, Lola Índigo sacó su segundo sencillo en solitario sin grupo de baile, «Mala Cara», ese mismo mes, Agoney publicó su cuarto sencillo, «MÁS», mismo mes en que Cepeda colaboró junto a David Otero en «Tal Como Eres» y con Pol 3.14 en «Bipolar».
El 3 de julio, Mireya Bravo, tras dos años de silencio, regresó con el sencillo «Cuando tú te vas»; Ricky Merino el 10 de julio estrenó su nuevo sencillo, «Bestia». Ese mismo mes, el día 24, Ana Guerra regresaba con un sencillo reggeatonero junto a Lérica, «Listo Va», además Cepeda publicaba su segundo sencillo de su nuevo disco, «Si tú existieras», y Lola Índigo colaboró con RVFV en el sencillo «Trendy».
El 28 de agosto de 2020, Lola Índigo sacó su nuevo sencillo, «Santería» en colaboración con la mexicana Danna Paola y la chilena Denise Rosenthal, asimismo, el 25 de agosto, Agoney sacaba el sencillo «Edén» como promoción de su primer disco, «Libertad», publicado el 28 de agosto. El álbum «Libertad» se posicionó en el número uno de la lista de ventas oficial española.
El 23 de septiembre, Mireya Bravo lanzó junto a Raoul Vázquez un sencillo llamado, «Pídeme». El 30 de octubre, Lola Índigo, sacó su cuarto sencillo del 2020, una colaboración con el rapero Beret, «como te va?».
El 22 de octubre, Amaia lanzó junto a Alizzz un sencillo de su nueva etapa, «El Encuentro».
El 11 de diciembre, Aitana estrena su segundo álbum musical, 11 razones, que pasó a ser número uno en ventas de pop en España. El mismo mes, Ana Guerra es candidata de dar las campanadas en las islas canarias, junto a Roberto Herrera.
El 9 de abril, Roi Méndez y Cepeda, estrenan su canción "La misma dirección".
El 2 de julio, Lola Índigo, estrena su segundo álbum musical, La niña.
Aitana y Zzoilo estrenaron a finales de agosto un sencillo "Mon amour".
El 3 de septiembre de 2021, Agoney, estrena su canción "¿Quién pide al cielo por ti?".
El 24 de septiembre, Ana Guerra estrena su segundo álbum "La Luz del Martes".
El 1 de octubre, Amaia estrena su canción "Yo Invito", el punto de partida de su nuevo disco que saldrá a la luz en 2022.
El 16 de septiembre de 2022, Mireya Bravo publicó junto con la discográfica Air Music Group su EP Live Sessions con una versión a piano de su sencillo «Cuando tú te vas» y una versión de «A mí no me hables» de India Martínez.

## Estadísticas semanales
| 23 de octubre de 2017 – 5 de febrero de 2018 | 23 de octubre de 2017 – 5 de febrero de 2018 | 23 de octubre de 2017 – 5 de febrero de 2018 | 23 de octubre de 2017 – 5 de febrero de 2018 | 23 de octubre de 2017 – 5 de febrero de 2018 | 23 de octubre de 2017 – 5 de febrero de 2018 | 23 de octubre de 2017 – 5 de febrero de 2018 | 23 de octubre de 2017 – 5 de febrero de 2018 | 23 de octubre de 2017 – 5 de febrero de 2018 | 23 de octubre de 2017 – 5 de febrero de 2018 | 23 de octubre de 2017 – 5 de febrero de 2018 | 23 de octubre de 2017 – 5 de febrero de 2018 | 23 de octubre de 2017 – 5 de febrero de 2018 | 23 de octubre de 2017 – 5 de febrero de 2018 | 23 de octubre de 2017 – 5 de febrero de 2018 | 23 de octubre de 2017 – 5 de febrero de 2018 |
|                                              | Gala 0                                       | Gala 1                                       | Gala 2                                       | Gala 3                                       | Gala 4                                       | Gala 5                                       | Gala 6                                       | Gala 7                                       | Gala 8                                       | Gala 9                                       | Gala 10                                      | Gala 11                                      | Gala 12                                      | Gala Final                                   | Gala Final                                   |
| -------------------------------------------- | -------------------------------------------- | -------------------------------------------- | -------------------------------------------- | -------------------------------------------- | -------------------------------------------- | -------------------------------------------- | -------------------------------------------- | -------------------------------------------- | -------------------------------------------- | -------------------------------------------- | -------------------------------------------- | -------------------------------------------- | -------------------------------------------- | -------------------------------------------- | -------------------------------------------- |
| Amaia                                        | Entra                                        | Salvada                                      | Favorita                                     | Favorita                                     | Salvada                                      | Salvada                                      | Favorita                                     | Salvada                                      | Salvada                                      | Salvada                                      | Salvada                                      | Nota: 10                                     | Finalista                                    | Finalista                                    | Ganadora                                     |
| Aitana                                       | Entra                                        | Favorita                                     | Nominadaº                                    | Salvada                                      | Salvada                                      | Salvada                                      | Salvada                                      | Salvada                                      | Salvada                                      | Favorita                                     | Nominada                                     | Nota: 8.5                                    | Finalista                                    | Finalista                                    | Segunda                                      |
| Míriam                                       | Entra                                        | Salvada                                      | Salvada                                      | Salvada                                      | Nominada                                     | Nominada                                     | Nominada                                     | Salvada                                      | Salvada                                      | Nominada                                     | Salvada                                      | Nota: 9                                      | Finalista                                    | Finalista                                    | Tercera                                      |
| Alfred                                       | Entra                                        | Salvado                                      | Salvado                                      | Salvado                                      | Favorito                                     | Favorito                                     | Salvado                                      | Nominado                                     | Nominado                                     | Nominadoº                                    | Nominado                                     | Nota: 8.75                                   | Finalista                                    | Cuarto                                       |                                              |
| Ana                                          | Entra                                        | Nominada                                     | Nominada                                     | Salvada                                      | Salvada                                      | Salvada                                      | Salvada                                      | Nominada                                     | Favorita                                     | Salvada                                      | Nominada                                     | Nota: 7.25                                   | Finalista                                    | Quinta                                       |                                              |
| Agoney                                       | Entra                                        | Salvado                                      | Salvado                                      | Salvado                                      | Salvado                                      | Nominado                                     | Salvado                                      | Salvado                                      | Nominado                                     | Nominado                                     | Salvado                                      | Nota: 8.25                                   | Expulsado                                    |                                              |                                              |
| Roi                                          | Entra                                        | Nominadoº                                    | Nominado                                     | Salvado                                      | Salvado                                      | Salvado                                      | Nominado                                     | Favorito                                     | Nominadoº                                    | Salvado                                      | Nominado                                     | Expulsado                                    |                                              |                                              |                                              |
| Nerea                                        | Entra                                        | Salvada                                      | Salvada                                      | Nominada                                     | Salvada                                      | Salvada                                      | Salvada                                      | Salvada                                      | Salvada                                      | Nominada                                     | Expulsada                                    |                                              |                                              |                                              |                                              |
| Cepeda                                       | Entra                                        | Salvado                                      | Salvado                                      | Nominado                                     | Salvado                                      | Nominadoº                                    | Nominado                                     | Nominado                                     | Nominado                                     | Expulsado                                    |                                              |                                              |                                              |                                              |                                              |
| Raoul                                        | Entra                                        | Salvado                                      | Salvado                                      | Salvado                                      | Salvado                                      | Salvado                                      | Salvado                                      | Nominado                                     | Expulsado                                    |                                              |                                              |                                              |                                              |                                              |                                              |
| Mireya                                       | Entra                                        | Salvada                                      | Salvada                                      | Salvada                                      | Nominada                                     | Salvada                                      | Nominada                                     | Expulsada                                    |                                              |                                              |                                              |                                              |                                              |                                              |                                              |
| Ricky                                        | Entra                                        | Nominado                                     | Salvado                                      | Salvado                                      | Nominado                                     | Nominado                                     | Expulsado                                    |                                              |                                              |                                              |                                              |                                              |                                              |                                              |                                              |
| Marina                                       | Entra                                        | Salvada                                      | Salvada                                      | Nominada                                     | Nominada                                     | Expulsada                                    |                                              |                                              |                                              |                                              |                                              |                                              |                                              |                                              |                                              |
| Thalía                                       | Entra                                        | Salvada                                      | Salvada                                      | Nominada                                     | Expulsada                                    |                                              |                                              |                                              |                                              |                                              |                                              |                                              |                                              |                                              |                                              |
| Juan                                         | Entra                                        | Salvado                                      | Nominado                                     | Expulsado                                    |                                              |                                              |                                              |                                              |                                              |                                              |                                              |                                              |                                              |                                              |                                              |
| Mimi                                         | Entra                                        | Nominada                                     | Expulsada                                    |                                              |                                              |                                              |                                              |                                              |                                              |                                              |                                              |                                              |                                              |                                              |                                              |
| João                                         | Eliminado                                    |                                              |                                              |                                              |                                              |                                              |                                              |                                              |                                              |                                              |                                              |                                              |                                              |                                              |                                              |
| Mario                                        | Eliminado                                    |                                              |                                              |                                              |                                              |                                              |                                              |                                              |                                              |                                              |                                              |                                              |                                              |                                              |                                              |

     El/la concursante entra en la Academia por decisión del jurado
     El/la concursante entra en la Academia por decisión de los/las profesores/as
     El/la concursante entra en la Academia por vía televoto
     Aspirante eliminado de la Gala 0 vía televoto
     El/la concursante no estaba en la Academia
     Eliminado/a de la semana vía televoto
     Nominado/a de la semana
     Propuesto/a por el jurado para abandonar la academia, pero salvado/a por los/las profesores/as
     Propuesto/a por el jurado para abandonar la academia, pero salvado por los compañeros
     Favorito/a de la semana vía aplicación móvil
     Candidato/a a favorito de la semana vía aplicación móvil
     El concursante es finalista de la Gala 11.
     El concursante es elegido como finalista por el público en la Gala 12.
     Finalista que consigue llegar al top 3.
     3.er/.ª Finalista
     2.º/.ª Finalista
     Ganador/a
º: Candidato/a a favorito y nominado en la misma semana.
| A la eliminación                          | Gala 0                       | Gala 1             | Gala 2                 | Gala 3                     | Gala 4                     | Gala 5                     | Gala 6                   | Gala 7                  | Gala 8                   | Gala 9                     | Gala 10               | Gala 11           | Gala 12      |              |            |
| A la eliminación                          | Amaia João Mario Mimi Thalía | Ana Mimi Ricky Roi | Aitana Ana Juan A. Roi | Cepeda Marina Nerea Thalía | Marina Miriam Mireya Ricky | Agoney Cepeda Miriam Ricky | Cepeda Miriam Mireya Roi | Alfred Ana Cepeda Raoul | Agoney Alfred Cepeda Roi | Agoney Alfred Miriam Nerea | Aitana Alfred Ana Roi | Agoney Aitana Ana | Ninguno      | Ganadora     | Amaia 46%  |
| Salvado por los profesores de la Academia | Amaia Thalía                 | Ana                | Aitana                 | Nerea                      | Miriam                     | Agoney                     | Roi                      | Alfred                  | Agoney                   | Miriam                     | Alfred                | Aitana            | Ninguno      | Ganadora     | Amaia 46%  |
| Salvado por los participantes             | Ninguno                      | Roi 7 de 13 votos  | Ana 7 de 12 votos      | Marina 6 de 11 votos       | Ricky 7 de 10 votos        | Miriam 5 de 9 votos        | Miriam 4 de 8 votos      | Ana 3* de 7 votos       | Alfred 4 de 6 votos      | Alfred 4 de 5 votos        | Aitana 2 de 4 votos   | Ninguno           | Ninguno      | 2ª Finalista | Aitana 42% |
| Salvado/s por el voto del público         | Mimi 45%                     | Ninguno            | Ricky 53%              | Roi 91%                    | Cepeda 69%                 | Mireya 63%                 | Cepeda 53%               | Cepeda 53%              | Cepeda 54%               | Roi 73%                    | Agoney 53%            | Ana 51%           | Ana 50,3%    | 3ª Finalista | Miriam 12% |
| Eliminado                                 | João 39%                     | Ninguno            | Mimi 47%               | Juan A. 9%                 | Thalía 31%                 | Marina 37%                 | Ricky 47%                | Mireya 47%              | Raoul 46%                | Cepeda 27%                 | Nerea 47%             | Roi 49%           | Agoney 49,7% | 4º Finalista | Alfred 8%  |
| Eliminado                                 | Mario 16%                    | Ninguno            | Mimi 47%               | Juan A. 9%                 | Thalía 31%                 | Marina 37%                 | Ricky 47%                | Mireya 47%              | Raoul 46%                | Cepeda 27%                 | Nerea 47%             | Roi 49%           | Agoney 49,7% | 5ª Finalista | Ana 7%     |

#### Votaciones de los compañeros
|         | Gala 1   | Gala 2    | Gala 3    | Gala 4    | Gala 5    | Gala 6    | Gala 7    | Gala 8    | Gala 9    | Gala 10   | Votos totales |
| ------- | -------- | --------- | --------- | --------- | --------- | --------- | --------- | --------- | --------- | --------- | ------------- |
| Amaia   | Roi      | Ana       | Cepeda    | Mireya    | Miriam    | Cepeda    | Ana       | Alfred    | Alfred    | Aitana    | 0*            |
| Aitana  | Mimi     | Juan A.   | Cepeda    | Ricky     | Cepeda    | Cepeda    | Cepeda    | Cepeda    | Alfred    | Nominada  | 2             |
| Miriam  | Roi      | Juan A.   | Marina    | Mireya    | Nominada  | Nominada  | Raoul     | Alfred    | Agoney    | Roi       | 9             |
| Alfred  | Roi      | Ana       | Marina    | Ricky     | Ricky     | Miriam    | Ana       | Nominado  | Nominado  | Ana       | 8             |
| Ana     | Mimi     | Nominada  | Cepeda    | Ricky     | Cepeda    | Mireya    | Nominada  | Roi       | Alfred    | Nominada  | 11            |
| Agoney  | Ricky    | Ana       | Marina    | Ricky     | Miriam    | Miriam    | Raoul     | Alfred    | Nominado  | Aitana    | 1             |
| Roi     | Nominado | Nominado  | Cepeda    | Ricky     | Cepeda    | Cepeda    | Ana       | Nominado  | Alfred    | Nominado  | 9             |
| Nerea   | Ricky    | Ana       | Thalía    | Ricky     | Miriam    | Miriam    | Raoul     | Alfred    | Nominada  | Expulsada | 0             |
| Cepeda  | Roi      | Juan A.   | Nominado  | Ricky     | Nominado  | Nominado  | Nominado  | Nominado  | Expulsado |           | 11            |
| Raoul   | Roi      | Juan A.   | Marina    | Mireya    | Miriam    | Miriam    | Nominado  | Expulsado |           |           | 3             |
| Mireya  | Mimi     | Juan A.   | Marina    | Nominada  | Miriam    | Nominada  | Expulsada |           |           |           | 4             |
| Ricky   | Nominado | Ana       | Marina    | Nominado  | Nominado  | Expulsado |           |           |           |           | 9             |
| Marina  | Mimi     | Ana       | Nominada  | Nominada  | Expulsada |           |           |           |           |           | 6             |
| Thalía  | Roi      | Ana       | Nominada  | Expulsada |           |           |           |           |           |           | 1             |
| Juan A. | Roi      | Nominado  | Expulsado |           |           |           |           |           |           |           | 5             |
| Mimi    | Nominada | Expulsada |           |           |           |           |           |           |           |           | 4             |

* El concursante tiene 0 votos porque nunca estuvo expuesto a la votación de los compañeros.
- Concursante favorito y que, en caso de empate, su voto desempata.
- Concursante nominado y salvado por los profesores.
- Concursante nominado y salvado por los votos de los compañeros.
- Concursante nominado
- Concursante expulsado.

#### Puntuaciones del jurado (Gala 11)
| Concursantes (por orden alfabético) | Jurado        | Jurado         | Jurado          | Jurado      | Jurado    |
| Concursantes (por orden alfabético) | Manuel Martos | Mónica Naranjo | Joe Pérez-Orive | Julia Gómez | Media     |
| ----------------------------------- | ------------- | -------------- | --------------- | ----------- | --------- |
| Agoney                              | 8             | 9              | 7               | 9           | 8,25 (33) |
| Aitana                              | 9             | 8              | 8               | 9           | 8,5 (34)  |
| Alfred                              | 9             | 8              | 10              | 8           | 8,75 (35) |
| Amaia                               | 10            | 10             | 10              | 10          | 10 (40)   |
| Ana                                 | 8             | 7              | 8               | 6           | 7,25 (29) |
| Miriam                              | 8             | 9              | 10              | 9           | 9 (36)    |

## Galas
Operación Triunfo 2017 contó con 14 galas normales y 3 galas especiales. A lo largo de cada gala se anunciaba quién era el concursante expulsado. Posteriormente se señalaba a los tres concursantes con mayor número de votos durante esa semana y el ganador era proclamado favorito, por lo que cruzaba la pasarela en primer lugar y no podía ser nominado. Al final de la noche dos nuevos concursantes eran nominados.

### Artistas invitados
- Gala 0: Mónica Naranjo y Rosa López
- Gala 1: Becky G
- Gala 2: Morat
- Gala 3: Blas Cantó e India Martínez
- Gala 4: Ruth Lorenzo y Maldita Nerea
- Gala 5: Romeo Santos y Beatriz Luengo
- Gala 6: Taburete y Pastora Soler
- Gala 7: Lorena Gómez y Vanesa Martín
- Gala 8: Sergio Dalma y La Oreja de Van Gogh
- Gala Navidad: Concursantes de Operación Triunfo 2001
- Gala 9: Carlos Baute
- Gala 10: Pablo López
- Gala 11: Abraham Mateo
- Gala 12: Rozalén y Sebastián Yatra
- Gala Eurovisión: Conchita Wurst, Luísa Sobral, J Balvin y Manel Navarro
- Gala Final: Raphael, Pablo Alborán y David Bisbal

### Canciones cantadas
Las canciones cantadas en el concurso son versiones de los participantes de canciones originales de otros artistas.
| Español   | 79 |
| Inglés    | 76 |
| Portugués | 2  |
| Francés   | 1  |

(*) No se toman en cuenta canciones cantadas dos veces. Si la canción original es en inglés, pero se cantó una versión en español, se toma como canción en español. En el caso de ser una canción en dos o más idiomas, se cuentan los dos o más idiomas.
| Artista/película/musical original | N.º de canciones cantadas* |
| --------------------------------- | -------------------------- |
| Jessie J                          | 1                          |
| Ariana Grande                     | 2                          |
| Nicki Minaj                       | 1                          |
| Álvaro Soler                      | 2                          |
| Vanesa Martín                     | 2                          |
| Prince                            | 1                          |
| Ray Charles                       | 1                          |
| The Pussycat Dolls                | 1                          |
| Pablo Alborán                     | 2                          |
| Antonio José                      | 1                          |
| Alicia Keys                       | 1                          |
| Coldplay                          | 1                          |
| India Martínez                    | 2                          |
| Matt Simons                       | 1                          |
| Ben E. King                       | 1                          |
| Moana/Vaiana                      | 1                          |
| David Bowie                       | 1                          |
| Morat                             | 1                          |
| Madcon                            | 1                          |
| Naughty Boy                       | 1                          |
| Beyoncé                           | 2                          |
| Los Ronaldos                      | 1                          |
| Pablo López                       | 1                          |
| Juanes                            | 1                          |
| DNCE                              | 1                          |
| Luis Eduardo Aute                 | 1                          |
| Tori Kelly                        | 1                          |
| Jesse & Joy                       | 1                          |
| Crowded House                     | 1                          |
| José Luis Perales                 | 1                          |
| Lady Gaga                         | 2                          |
| Rent                              | 1                          |
| Presuntos Implicados              | 1                          |
| Miley Cyrus                       | 1                          |
| Luz Casal                         | 1                          |
| Justin Timberlake                 | 1                          |
| Leslie Grace                      | 1                          |
| CNCO                              | 1                          |
| Paul Young                        | 1                          |
| Elton John                        | 2                          |
| Son By Four                       | 1                          |
| Adele                             | 2                          |
| Jarabe de Palo                    | 1                          |
| Alejandro Sanz                    | 3                          |
| Julia Michaels                    | 1                          |
| Camila                            | 1                          |
| La Oreja de Van Gogh              | 1                          |
| Loreen                            | 1                          |
| Manuel Medrano                    | 1                          |
| Ryan Gosling                      | 1                          |
| Emma Stone                        | 1                          |
| La La Land                        | 1                          |
| Mocedades                         | 1                          |
| Calum Scott                       | 1                          |
| Malú                              | 3                          |
| Zahara                            | 2                          |
| Clean Bandit                      | 1                          |
| Zara Larsson                      | 1                          |
| Luis Miguel                       | 3                          |
| Toploader                         | 1                          |
| Chayanne                          | 1                          |
| Shawn Mendes                      | 1                          |
| Salvador Sobral                   | 1                          |
| La Casa Azul                      | 1                          |
| Christina Aguilera                | 2                          |
| Niña Pastori                      | 1                          |
| Jennifer López                    | 1                          |
| Antonio Orozco                    | 2                          |
| Conchita Wurst                    | 1                          |
| Bill Medley                       | 1                          |
| Jennifer Warnes                   | 1                          |
| Dirty Dancing                     | 1                          |
| Ed Sheeran                        | 1                          |
| Marvin Gaye                       | 1                          |
| Tammi Terrell                     | 1                          |
| Robbie Williams                   | 1                          |
| DJ Snake                          | 1                          |
| Justin Bieber                     | 1                          |
| Pastora Soler                     | 1                          |
| Frank Sinatra                     | 1                          |
| Luther Vandross                   | 1                          |
| La Quinta Estación                | 1                          |
| Rozalén                           | 1                          |
| Leiva                             | 1                          |
| Pink                              | 3                          |
| Alaska y Dinarama                 | 1                          |
| Bebo Valdés                       | 1                          |
| Diego el Cigala                   | 1                          |
| Robin Schulz                      | 1                          |
| James Blunt                       | 1                          |
| Amaral                            | 1                          |
| Dua Lipa                          | 1                          |
| Fiona Apple                       | 1                          |
| Miguel Bosé                       | 1                          |
| Rafa Sánchez                      | 1                          |
| Michael Jackson                   | 2                          |
| Taylor Swift                      | 1                          |
| The Police                        | 1                          |
| Fleur East                        | 1                          |
| Bola de Nieve                     | 1                          |
| Marta Sánchez                     | 2                          |
| Marisol                           | 1                          |
| Whitney Houston                   | 1                          |
| Rufus Wainwright                  | 1                          |
| Bruno Mars                        | 2                          |
| Academia Operación Triunfo 1      | 1                          |
| Academia Operación Triunfo 9      | 1                          |
| Lil' Kim                          | 1                          |
| Mya                               | 1                          |
| Armando Manzanero                 | 1                          |
| Katrina & The Waves               | 1                          |
| Andrea Bocelli                    | 1                          |
| George Michael                    | 1                          |
| Joan Manuel Serrat                | 2                          |
| Jocelyn Brown                     | 1                          |
| Carlos Santana                    | 1                          |
| Maná                              | 1                          |
| Navajita Plateá                   | 1                          |
| Barbra Streisand                  | 1                          |
| Bryan Adams                       | 2                          |
| Ramsey Ferrero                    | 1                          |
| Nino Bravo                        | 1                          |
| Paloma San Basilio                | 1                          |
| ABBA                              | 1                          |
| James Arthur                      | 1                          |
| Supersubmarina                    | 1                          |
| David Guetta                      | 1                          |
| Usher                             | 1                          |
| El Último de la Fila              | 1                          |
| Nikka Costa                       | 1                          |
| Fangoria                          | 1                          |
| Florence and the Machine          | 1                          |
| Cabaret                           | 1                          |
| Dúo Dinámico                      | 1                          |
| Queen                             | 1                          |
| Carlos Vives                      | 1                          |
| Sebastián Yatra                   | 1                          |
| Sia                               | 2                          |
| Celia Cruz                        | 1                          |
| Imagine Dragons                   | 1                          |
| Bombai                            | 1                          |
| Bebe                              | 1                          |
| Zenet                             | 1                          |
| Seal                              | 1                          |
| Jorge Ben Jor                     | 1                          |
| Love of Lesbian                   | 1                          |
| Harry Styles                      | 1                          |
| Manuel Alejandro                  | 1                          |
| Cómplices                         | 1                          |
| Tino Casal                        | 1                          |
| Rihanna                           | 2                          |
| Miguel Ríos                       | 1                          |
| Camila Cabello                    | 1                          |
| Vetusta Morla                     | 1                          |
| Mark Ronson                       | 1                          |
| Amy Winehouse                     | 1                          |
| Carlos Rivera                     | 1                          |
| Coco                              | 1                          |
| Víctor Jara                       | 1                          |
| Jax Jones                         | 1                          |
| Demi Lovato                       | 1                          |
| Stefflon Don                      | 1                          |
| Raphael                           | 1                          |
| Jamie Cullum                      | 1                          |
| Carlos Gardel                     | 1                          |
| M-Clan                            | 1                          |

(*) No se toman en cuenta canciones cantadas dos veces. Si la canción original es en inglés, pero se cantó una versión en español u otra versión, se toma como propia del cantante original. En caso de ser colaboraciones entre dos o más artistas, se le cuenta a cada artista una canción. No se cuentan las canciones de la Gala de Eurovisión ni las de la Gala Fiesta.

## Discografía
El 8 de diciembre de 2017 salió a la venta el primer álbum recopilatorio de la edición, titulado Operación Triunfo: lo mejor (1.ª parte). En su primera semana de lanzamiento se posicionó en el número tres de la lista de ventas española. Tras cinco semanas, el álbum fue certificado como disco de oro y, más tarde, como disco de platino, consiguiendo así colarse en la lista de los discos más vendidos de España en 2017.
El 26 de diciembre de 2017 se publicó un segundo álbum recopilatorio, titulado Operación Triunfo 2017: duetos. Se trata de un disco especial que incluye las canciones de la gala navideña, así como la canción «Camina».
Con motivo del Día de San Valentín, el 2 de febrero de 2018 se publicó Operación Triunfo 2017: no puedo vivir sin ti, el cual entró directamente en el número uno de la lista de ventas española. Tras tres semanas se certifica como disco de oro.
El 23 de febrero se publica el cuarto álbum recopilatorio de la edición, titulado Operación Triunfo: lo mejor (2.ª parte) en dos versiones: la normal, que incluye 20 temas, y otra versión en formato deluxe, la cual incluye los 20 temas más otro disco con los 9 temas candidatos al Festival de la Canción de Eurovisión 2018 y 16 postales de cada uno de los concursantes. En su segunda semana de lanzamiento, el álbum consigue ser disco de oro.
El 4 de mayo, Universal Music Spain lanza dos CD recopilatorios donde se recogen las galas del programa. Estos CD incluyen un póster.
El 22 de junio, Universal lanza Operación Triunfo 2017: el concierto. Este recoge en audio y vídeo el primer concierto de la gira del programa.

### Firmas de discos

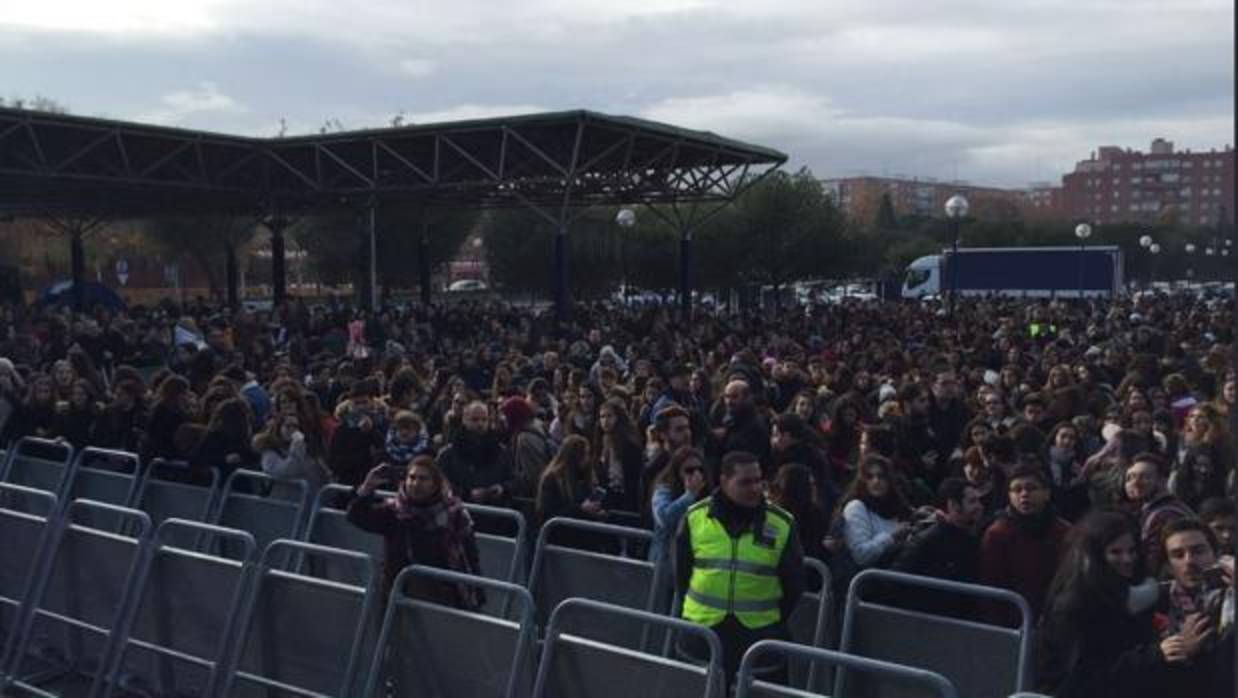
Multitud para la firma de discos de los concursantes del programa

Los concursantes recorrieron buena parte de la geografía española firmando los distintos álbumes recopilatorios de la edición. Las fechas fueron las siguientes:
| Fecha                   | Ciudad                 | Cantantes                                   | Público |
| 9 de diciembre de 2017  | Madrid                 | Amaia, Roi, Agoney y Mireya                 | 6 000   |
| 9 de diciembre de 2017  | Valencia               | Aitana, Ana Guerra, Miriam                  | 5 000   |
| 9 de diciembre de 2017  | Barcelona              | Cepeda, Alfred, Nerea y Raoul               | 5 000   |
| 9 de diciembre de 2017  | Zaragoza               | Mimi, Juan Antonio, Thalía, Marina y Ricky  | 5 000   |
| 27 de diciembre de 2017 | Sevilla                | Mimi, Ricky, Mireya, Raoul y Marina         | 2 000   |
| 28 de diciembre de 2017 | Madrid                 | Raoul, Ricky, Thalía, Marina y Juan Antonio | 4 000   |
| 20 de enero de 2018     | Málaga                 | Mireya, Ricky, Raoul y Cepeda               | 2 500   |
| 20 de enero de 2018     | Córdoba                | Roi, Marina y Thalía                        | 3 000   |
| 20 de enero de 2018     | Granada                | Nerea, Mimi y Juan Antonio                  | 1 500   |
| 27 de enero de 2018     | Murcia                 | Thalía, Raoul y Cepeda                      | 5 000   |
| 27 de enero de 2018     | La Coruña              | Roi y Juan Antonio                          | 1 500   |
| 27 de enero de 2018     | Huesca                 | Mireya, Nerea, Ricky, Mimi                  | 1 500   |
| 2 de febrero de 2018    | Salamanca              | Roi, Mireya, Thalía y Marina                | 3 000   |
| 2 de febrero de 2018    | León                   | Cepeda, Nerea y Ricky                       | 3 000   |
| 2 de febrero de 2018    | Santander              | Juan Antonio, Mimi, Agoney y Raoul          | 1 500   |
| 3 de febrero de 2018    | Valladolid             | Roi, Mireya, Thalía y Marina                | 5 000   |
| 3 de febrero de 2018    | Oviedo                 | Cepeda, Nerea y Ricky                       | 3 000   |
| 3 de febrero de 2018    | San Sebastián          | Juan Antonio, Mimi, Agoney y Raoul          | 3 000   |
| 23 de febrero de 2018   | Tenerife               | Agoney y Raoul                              | 500     |
| 23 de febrero de 2018   | Teruel                 | Ricky, Cepeda y Thalía                      | 1 500   |
| 23 de febrero de 2018   | Alicante               | Nerea, Roi y Mireya                         | 5 000   |
| 24 de febrero de 2018   | Gran Canaria           | Agoney y Raoul                              | 1 000   |
| 24 de febrero de 2018   | Badajoz                | Ricky, Cepeda y Thalía                      | 1 000   |
| 24 de febrero de 2018   | Albacete               | Nerea y Roi                                 | 2 500   |
| 9 de marzo de 2018      | Santiago de Compostela | Roi y Cepeda                                | 3 000   |
| 9 de marzo de 2018      | Pamplona               | Amaia                                       | 3 500   |
| 9 de marzo de 2018      | Barcelona              | Alfred                                      | 3 000   |
| 10 de marzo de 2018     | Orense                 | Roi y Cepeda                                | 3 000   |
| 10 de marzo de 2018     | Madrid                 | Amaia y Alfred                              | 4 000   |
| 17 de marzo de 2018     | Tenerife               | Ana Guerra                                  | 1 000   |
| 17 de marzo de 2018     | Barcelona              | Aitana                                      | 3 000   |
| 17 de marzo de 2018     | Madrid                 | Miriam                                      | 500     |
| 18 de marzo de 2018     | Gran Canaria           | Ana Guerra                                  | 600     |
| 18 de marzo de 2018     | Madrid                 | Aitana                                      | 3 500   |
| 20 de marzo de 2018     | Sevilla                | Ana Guerra                                  | 800     |
| 20 de marzo de 2018     | Zaragoza               | Aitana                                      | 2 000   |
| 20 de marzo de 2018     | Ferrol                 | Miriam                                      | 1 000   |
| 21 de marzo de 2018     | Madrid                 | Ana Guerra                                  | 2 000   |
| 21 de marzo de 2018     | Valencia               | Aitana                                      | 2 000   |
| 21 de marzo de 2018     | Galicia                | Miriam                                      | 1 000   |
| 22 de marzo de 2018     | Málaga                 | Ana Guerra                                  | 1 200   |
| 22 de marzo de 2018     | Murcia                 | Aitana                                      | 3 000   |
| 22 de marzo de 2018     | Vigo                   | Miriam                                      | 1 000   |
| 12 de abril de 2018     | Valencia               | Ana Guerra                                  | 1 000   |
| 12 de abril de 2018     | Sevilla                | Miriam                                      | 200     |
| 13 de abril de 2018     | Zaragoza               | Ana Guerra                                  | 1 200   |
| 13 de abril de 2018     | Málaga                 | Miriam                                      | 300     |
| 14 de abril de 2018     | Barcelona              | Ana Guerra                                  | 1 500   |

## Gira de conciertos

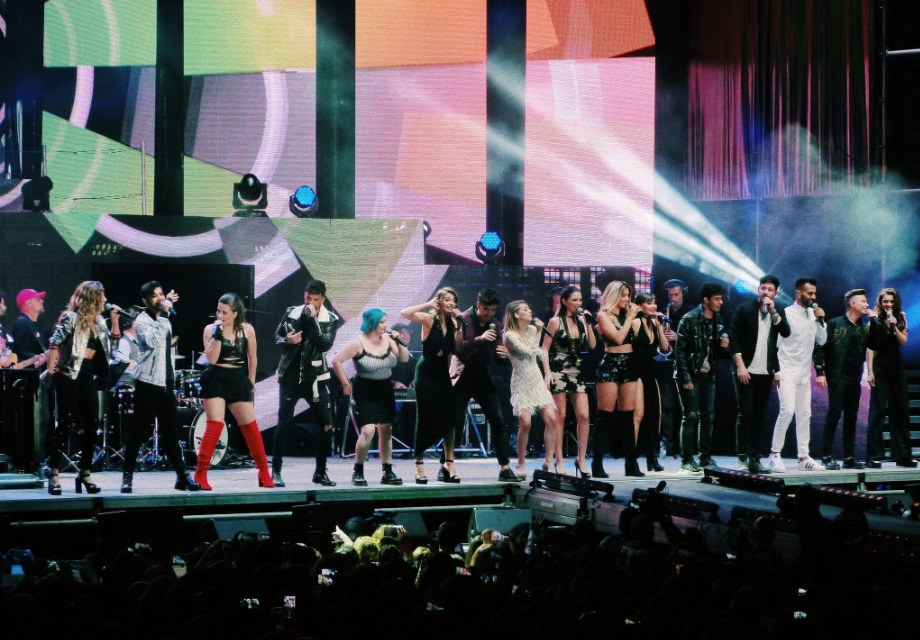
Los dieciséis concursantes durante un concierto en Pamplona el 23 de junio de 2018

### Fechas
La gira de los participantes de Operación Triunfo 2017 tuvo una audiencia de 300 000 espectadores. En junio de 2018, se lanzó el álbum en directo en formato DVD oficial de la gira, grabado en el Palau Sant Jordi de Barcelona en marzo de 2018.
| Día                     | Localidad                  | Recinto                               | Espectadores (Aprox.) |
| ----------------------- | -------------------------- | ------------------------------------- | --------------------- |
| 3 de marzo de 2018      | Barcelona                  | Palau Sant Jordi                      | 18 000                |
| 16 de marzo de 2018     | Madrid                     | Palacio Vistalegre                    | 15 000                |
| 29 de mayo de 2018      | Las Palmas de Gran Canaria | Anexo del Gran Canaria Arena          | 6000                  |
| 30 de mayo de 2018      | Santa Cruz de Tenerife     | Parque Marítimo Palmetum              | 4000                  |
| 1 de junio de 2018      | Málaga                     | Auditorio Municipal de Málaga         | 12 000                |
| 2 de junio de 2018      | Sevilla                    | Estadio Olímpico de La Cartuja        | 20 000                |
| 8 de junio de 2018      | La Coruña                  | Coliseum da Coruña                    | 11 000                |
| 9 de junio de 2018      | Valladolid                 | Antigua Hípica Militar                | 12 000                |
| 15 de junio de 2018     | Valencia                   | Auditorio Marina Sur                  | 30 000                |
| 20 de junio de 2018     | Inca                       | Poliesportiu Mateu Cañellas           | 11 000                |
| 23 de junio de 2018     | Pamplona                   | Plaza de toros Monumental de Pamplona | 13 000                |
| 24 de junio de 2018     | Bilbao                     | Bizkaia Arena                         | 14 000                |
| 29 de junio de 2018     | Madrid                     | Estadio Santiago Bernabéu             | 75 000                |
| 6 de julio de 2018      | Murcia                     | Estadio Nueva Condomina               | 14 000                |
| 29 de julio de 2018     | Gijón                      | Parque de los Hermanos Castro         | 10 000                |
| 4 de agosto de 2018     | Benidorm                   | Estadio Municipal Guillermo Amor      | 8000                  |
| 6 de agosto de 2018     | Andorra la Vieja           | Aparcamiento del Parc Central         | 4000                  |
| 9 de agosto de 2018     | Huesca                     | Palacio de Congresos de Huesca        | 15 000                |
| 10 de agosto de 2018    | Vigo                       | Parque de Castrelos                   | 30 000                |
| 15 de agosto de 2018    | Pineda de Mar              | Complejo Deportivo Can Xaubet         | 1200                  |
| 25 de agosto de 2018    | Almería                    | Recinto de Conciertos de Verano       | 7500                  |
| 1 de septiembre de 2018 | Valladolid                 | Plaza Mayor                           | 20 000                |
| 7 de septiembre de 2018 | Calatayud                  | Recinto Ferial de Calatayud           | 7000                  |
| 27 de diciembre de 2018 | Barcelona                  | Palau Sant Jordi                      | 35 000                |
| 28 de diciembre de 2018 | Barcelona                  | Palau Sant Jordi                      | 35 000                |

## Audiencias
Estas son las audiencias que obtuvo el programa Operación Triunfo 2017. Desde la Gala 9 (2 de enero de 2018), las audiencias se cuentan con invitados.

### Galas
| Fecha                   | Día    | Gala       | Estructura de la Gala                                                     | Espectadores | Cuota de audiencia |
| ----------------------- | ------ | ---------- | ------------------------------------------------------------------------- | ------------ | ------------------ |
| 23 de octubre de 2017   | Lunes  | Gala 0     | Presentación / Entrada de los 16 concursantes / Expulsión de Joao y Mario | 2 558 000    | 19,0%              |
| 30 de octubre de 2017   | Lunes  | Gala 1     | Nominación de Ricky y Mimi                                                | 2 051 000    | 15,9%              |
| 6 de noviembre de 2017  | Lunes  | Gala 2     | Expulsión de Mimi / Nominación de Juan Antonio y Roi                      | 1 859 000    | 15,5%              |
| 13 de noviembre de 2017 | Lunes  | Gala 3     | Expulsión de Juan Antonio / Nominación de Cepeda y Thalía                 | 1 942 000    | 15,9%              |
| 20 de noviembre de 2017 | Lunes  | Gala 4     | Expulsión de Thalía / Nominación de Marina y Mireya                       | 2 042 000    | 17,2%              |
| 27 de noviembre de 2017 | Lunes  | Gala 5     | Expulsión de Marina / Nominación de Cepeda y Ricky                        | 2 031 000    | 17,6%              |
| 4 de diciembre de 2017  | Lunes  | Gala 6     | Expulsión de Ricky / Nominación de Cepeda y Mireya                        | 2 138 000    | 17,8%              |
| 11 de diciembre de 2017 | Lunes  | Gala 7     | Expulsión de Mireya / Nominación de Cepeda y Raoul                        | 2 313 000    | 18,5%              |
| 18 de diciembre de 2017 | Lunes  | Gala 8     | Expulsión de Raoul / Nominación de Cepeda y Roi                           | 2 367 000    | 18,8%              |
| 2 de enero de 2018      | Martes | Gala 9     | Expulsión de Cepeda / Nominación de Agoney y Nerea                        | 2 574 000    | 18,3%              |
| 8 de enero de 2018      | Lunes  | Gala 10    | Expulsión de Nerea / Nominación de Roi y Ana Guerra                       | 2 611 000    | 19,5%              |
| 15 de enero de 2018     | Lunes  | Gala 11    | Expulsión de Roi / Nominación de Agoney y Ana Guerra                      | 2 513 000    | 19,5%              |
| 22 de enero de 2018     | Lunes  | Gala 12    | Expulsión de Agoney                                                       | 2 763 000    | 21,7%              |
| 5 de febrero de 2018    | Lunes  | Gala Final | Victoria de Amaia / 2.ª Aitana / 3.ª Miriam / 4.º Alfred / 5.ª Ana Guerra | 3 925 000    | 30,8%              |
| MEDIA                   |        |            |                                                                           | 2 406 214    | 19,0%              |

### Programas especiales
| Fecha                    | Día       | Programa        | Estructura del Programa                                                | Espectadores | Cuota de audiencia |
| ------------------------ | --------- | --------------- | ---------------------------------------------------------------------- | ------------ | ------------------ |
| 25 de diciembre de 2017  | Lunes     | Gala Navidad    | Encuentro con Operación Triunfo 2001                                   | 2 328 000    | 14,7%              |
| 29 de enero de 2018      | Lunes     | Gala Eurovisión | Elección de Alfred y Amaia como representantes para Eurovisión 2018    | 3 086 000    | 23,6%              |
| 13 de febrero de 2018    | Martes    | OT Fiesta       | La fiesta de Operación Triunfo                                         | 2 249 000    | 16,7%              |
| 18 de abril de 2018      | Miércoles | Concierto       | Retransmisión del concierto de OT 2017 en el Palau Sant Jordi          | 1 357 000    | 9,1%               |
| 10 de septiembre de 2018 | Lunes     | Concierto       | Retransmisión del concierto de OT 2017 en el Estadio Santiago Bernabéu | 1 200 000    | 9,9%               |

     Líder de la noche.
     Récord de audiencia.
     Media de audiencia del programa: 2.549.000 espectadores, 19'7% Cuota de audiencia (contabilizado desde Gala 0 a Gala Principio)

## Impacto
Operación Triunfo 2017 se convirtió en uno de los fenómenos sociales más espectaculares de los últimos años en España. El éxito y el impacto causado por el programa han sido sujeto de análisis para muchos expertos.
De acuerdo a muchos medios de comunicación, esta edición de Operación Triunfo ha sido casi igual de exitosa que la primera en 2001. El éxito de esta edición del programa se debe en gran parte al gran uso de las redes sociales y el canal 24 horas en YouTube que a medida que avanzaba el concurso este tenía más repercusión social, puesto que centenares de miles de personas diarias seguían, en directo, la vida de los concursantes en la academia. El éxito fue tal que el canal de YouTube de Operación Triunfo 2017 tuvo 561 millones de reproducciones de sus vídeos durante la retransmisión el concurso. Aparte, se convirtió en el espacio más comentado del año en Twitter en España con más de 10,2 millones de tuits, superando incluso a Juego de tronos. El impacto de Operación Triunfo 2017 provocó la venta masiva de merchandising relacionado con el concurso, ya sea el videojuego y libro oficial del programa como pulseras, camisetas, sudaderas, artículos de playa, colonias y gel de baño, entre otros.
Tras el concurso y una vez fuera de la academia, los concursantes pasaron de ser personas anónimas a convertirse en auténticas celebridades. A día de hoy, Aitana, Lola Índigo, Ana Guerra, Amaia, Cepeda, Alfred García, Miriam Rodríguez, Agoney o Nerea Rodríguez han logrado establecer su popularidad en España. Hasta 2023, Aitana se ha convertido en una de las artistas españolas con más ventas. En 2020, Aitana obtuvo el récord de ser la cantante más escuchada en la industria musical española. Además, es considerada una de las artistas pop más importantes de la industria musical española y algunos críticos la consideran la concursante más exitosa de Operación Triunfo junto con David Bisbal, de la primera edición. Por su parte Lola Índigo, a pesar de ser la primera expulsada de la edición, es también considerada una de las artistas musicales más importantes de España. Su éxito ha mostrado que, a pesar de ser una de las primeras eliminadas del concurso, no significa que no puedas rozar el éxito tras Operación Triunfo. Junto con Aitana, Lola Índigo una de las cantantes femeninas españolas más escuchadas en Spotify. Tras su salida de esta edición de Operación Triunfo, Ana Guerra se convirtió en la segunda artista femenina española en la historia, tras Aitana, en tener dos canciones por encima de 30 millones de streams en Spotify España. Ha logrado mantener su popularidad, interpretando canciones para Disney, y colaborando con artistas de la talla de Tiziano Ferro o Raphael. La ganadora Amaia también está considerada como una de las cantantes más importantes del panorama musical español, si bien su estilo musical no forma parte del mainstream. Aitana, Lola Índigo y Amaia, además han sido las únicas concursantes de la edición que han conseguido llenar el Wizink Center de Madrid en sus respectivas giras, convirtiendo a Operación Triunfo 2017 en la primera edición del concurso que logra esta hazaña entre sus concursantes.